# Žihlava
Žihlava je naselje u slovenskoj Općini Svetom Juriju ob Ščavnici. Žihlava se nalazi u pokrajini Štajerskoj i statističkoj regiji Pomurju. 

## Stanovništvo
Prema popisu stanovništva iz 2002. godine naselje je imalo 78 stanovnika.